# Збірна Британських Віргінських Островів з футболу
Збірна Британських Віргінських Островів — національна футбольна команда Британських Віргінських Островів; управління здійснює Асоціацією футболу Британських Віргінських Островів. Є членом КОНКАКАФ. Брала участь у двох відбіркових стадіях до чемпіонатів світу: 2001 року програла у першому раунді збірній Бермуд 1:5 (вдома) і 0:9 (у гостях), а 2005 року збірній Сент-Люсії 0:1 (вдома) і 0:9 (у гостях). У відбірковому турнірі до чемпіонату світу 2010 збірна Британських Віргінських островів двічі зіграла внічию зі збірною Багам 1:1 і 2:2, але вилетіла з турніру через гол, забитий суперником на чужому полі.
Єдиним досягненням для збірної Британських Віргінських островів є перемога в регіональному чемпіонаті Підвітряних островів, у фіналі якого ця команда здобула перемогу над Антиґуа і Барбудою.
Станом на 3 квітня 2025 посідає 207-e місце у рейтингу футбольних збірних світу.

## Чемпіонат світу
- 1930 — 1998 — не брала участь
- 2002 — не пройшла кваліфікацію
- 2006 — не пройшла кваліфікацію
- 2010 — не пройшла кваліфікацію
- 2014 — не пройшла кваліфікацію
- 2018 — не пройшла кваліфікацію
- 2022 — не пройшла кваліфікацію

## Золотий кубок КОНКАКАФ
- 1991 — не пройшла кваліфікацію
- 1993 — не пройшла кваліфікацію
- 1996 — відмовилася від участі
- 1998 — не пройшла кваліфікацію
- 2000 — не пройшла кваліфікацію
- 2002 — не пройшла кваліфікацію
- 2003 — не пройшла кваліфікацію
- 2005 — не пройшла кваліфікацію
- 2007 — відмовилася від участі
- 2009 — не пройшла кваліфікацію
- 2011 — не пройшла кваліфікацію
- 2013 — не пройшла кваліфікацію
- 2015 — не пройшла кваліфікацію
- 2017 — не пройшла кваліфікацію
- 2019 — не пройшла кваліфікацію
- 2021 — не пройшла кваліфікацію
- 2023 — не пройшла кваліфікацію
- 2025 — не пройшла кваліфікацію

## Карибський кубок
- 2008 — груповий етап